# Meryem Çavdar
Meryem Çavdar (3 de mayo de 2000) es una deportista turca que compite en taekwondo adaptado. Ganó dos medallas en los Juegos Paralímpicos de Verano, plata en Tokio 2020 y bronce en París 2024.

## Palmarés internacional
| Juegos Paralímpicos | Juegos Paralímpicos | Juegos Paralímpicos | Juegos Paralímpicos |
| Año                 | Lugar               | Medalla             | Categoría           |
| ------------------- | ------------------- | ------------------- | ------------------- |
| 2020                | Tokio (Japón)       | Medalla de plata    | –49 kg              |
| 2024                | París (Francia)     | Medalla de bronce   | –52 kg              |